# 沖縄国税事務所
沖縄国税事務所（おきなわこくぜいじむしょ）は、沖縄県那覇市にある国税庁の地方支分部局で、沖縄県を管轄している。
かつての琉球政府主税局の国税に相当する政府税徴収部門がもとになっている。

## 組織
- 所長
  - 次長
    - 総務課、人事課、会計課、事務管理課、税務相談室、国税広報広聴官

  - 次長
    - 課税総括課、個人課税課、資産課税課、法人課税課、間税課、主任鑑定官、酒類業調整官、資料調査課、国税訟務官

  - 次長
    - 徴収課、統括国税徴収官、国税訟務官、調査課、査察課
- 税務署（6署）

### 歴代沖縄国税事務所長
| 氏名      | 出身校                         | 在任期間   | 前職                     | 後職等                             |
| --------- | ------------------------------ | ---------- | ------------------------ | ---------------------------------- |
| 脇本 利紀 | 中央大学 法                    | 2017年7月- | 国税庁徴収部管理運営課長 | 熊本国税局長、日本大学経済学部教授 |
| 池田 義典 | 早稲田大学 ハーバード大学LL.M. | 2019年7月- | 国税庁調査査察部調査課長 | 明治大学特任教授                   |
| 飯守 一文 | 九州大学法                     | 2020年7月- | 内閣官房内閣参事官       | 国税庁徴収部長                     |
| 小平 忠久 | 東北大学経                     | 2021年7月- | 国税庁課税部課税総括課長 | 熊本国税局長                       |

## 管内税務署
- 那覇税務署（那覇市）
- 北那覇税務署（浦添市）
- 沖縄税務署（沖縄市）
- 名護税務署（名護市）
- 宮古島税務署（宮古島市）
- 石垣税務署（石垣市）